# Camilla Andersen
Camilla Røseler Andersen (* 5. Juli 1973 in Gentofte, Dänemark) ist eine ehemalige dänische Handballspielerin. Die 1,69 m lange Spielerin wurde vorrangig auf der Position Rückraummitte eingesetzt.

## Karriere
Camilla gelangte über die Vereine Virum-Sorgenfri HK, FIF und Nordstrand IL zum deutschen Bundesligisten Buxtehuder SV. Zwischen 1993 und 1996 erzielte die Rechtshänderin 446 Treffer in 74 Partien für den BSV. Der größte Erfolg in dieser Zeit war der Gewinn des Euro-City-Cups 1994.
Nachdem Camilla anschließend eine Spielzeit beim norwegischen Verein Bækkelagets SK Oslo verbracht hatte, kehrte sie wieder nach Dänemark zu FIF zurück. Nach insgesamt 4 Spielzeiten wechselte sie zu Slagelse FH, mit dem sie die EHF Champions League gewinnen konnte. Im April 2005 beendete Camilla beim FCK Håndbold ihre Karriere. In den Jahren 1998, 1999, 2000, 2002 und 2003 wurde sie Torschützenkönigin in der dänischen Liga.
Ihr Länderspieldebüt in der dänischen Nationalmannschaft gab Camilla am 12. Februar 1992. Mit 846 Toren in 194 Länderspielen ist sie Rekordtorschützin ihres Landes. Mit der dänischen Auswahl gewann sie zwei olympische Goldmedaillen, eine Weltmeisterschaft und zwei Europameisterschaften.
Im Jahr 2003 wurde sie zu Dänemarks Handballerin der Jahres gewählt. 2012 wurde Andersen als 27. Mitglied in die Hall of Fame des dänischen Sports aufgenommen.

## Privates
Ihre Eltern Gert Andersen und Toni Røseler Andersen waren beide ehemalige Handballspieler. Ihre Zwillingsschwester Charlotte Andersen spielte ebenfalls Handball in der höchsten dänischen Spielklasse.
Im Jahr 2000 heiratete Camilla die norwegische Handballspielerin Mia Hundvin. Nach drei Jahren Ehe trennten sich die beiden.

## Erfolge

### Verein
- Dänische Juniorinnen-Meisterin 1989
- Dänische Meisterin 2003
- Dänische Pokalsiegerin 1997, 2002
- Norwegische Meisterin 1997
- Norwegische Pokalsiegerin 1996
- Euro-City-Cup 1994
- EHF-Pokal 2003
- EHF Champions League 2004

### Nationalmannschaft
- Olympiasiegerin 1996, 2000
- Weltmeisterin 1997
- Vize-Weltmeisterin 1993
- Europameisterin 1994 und 1996
- Vize-Europameisterin 1998